# 삥 까이
삥 까이(라오어: ປີ້ງໄກ່, 이산어: ปิ้งไก่) 또는 까이 양(태국어: ไก่ย่าง)은 라오스와 태국의 구운 닭고기 요리이다. 원래 라오스 및 라오인이 많이 사는 태국의 이산 지역의 음식이지만, 지금은 태국 전역에서 흔히 볼 수 있다. 닭고기를 그릴에 구워서 땀 솜(풋파파야 샐러드)과 찹쌀밥, 째우 봉(소스) 등과 함께 낸다.

## 같이 보기
- 얌 까이 양